# 陳瑞隆
陳瑞隆（英文名：Steve Chen，1948年6月15日—），國立中興大學法商學院（今國立臺北大學）經濟系畢業，曾任中華民國經濟部部長、資訊工業策進會董事長。現任智仁科技代表人，以及中石化董事長。2012年11月，力晶科技股票下櫃，董事長黃崇仁請辭，陳瑞隆擔任董事長。2004年獲頒第四屆國立臺北大學傑出校友。2012年獲頒國立中興大學第十六屆傑出校友。

## 榮譽

### 外国勋章奖章
- 国鸟大十字勋章（危地马拉，2005年[1]）